# Diona (cântăreață)
Denislava Verghinieva Sașova (în bulgară Денислава Вергиниева Сашова), cunoscută sub numele de scenă Diona (în bulgară Диона), este o cântăreață de hip-hop și pop-folk bulgară. A devenit cunoscută odată cu participarea în sezonul 10 al emisiunii-concurs VIP Brother.

## Biografie
Diona, al cărei nume real este Denislava Verghinieva Sașova, s-a născut pe 14 iunie 1995 în Beala Slatina, Bulgaria, orașul natal al mamei ei. Este de origine romă. A crescut în Koinare, un orășel lângă Plevna, după care s-a mutat în Veliko Tărnovo, unde a obținut o diplomă de licență în științe politice în cadrul Universității „Sfinții Chiril și Metodiu”. Mai târziu avea să declare că a absolvit cu diplomă doar pentru a-și mulțumi părinții, care nu au susținut o carieră în muzică a artistei. Diona a intrat pe scena muzicală ca rapper, începând să posteze videoclipuri pe contul ei de Facebook în 2016. La scurt timp, însă, a trecut la pop-folk, semnând un contract cu casa de discuri Payner deținută de cântărețul bulgar Galin. În 2017 a primit un rol în serialul web pentru adolescenți Sledvai me.

## Discografie
| An   | Titlu                                           |
| ---- | ----------------------------------------------- |
| 2016 | Posta mi (Поста ми)                             |
| 2016 | Diona (Диона)                                   |
| 2016 | Nai-dobroto (Най-доброто)                       |
| 2017 | Dișai (Дишай)                                   |
| 2017 | Pone vednăj (Поне веднъж) (feat. Renika & Jo)   |
| 2017 | Diavola na tokceta (Дявола на токчета)          |
| 2018 | Jestoka (Жестока)                               |
| 2018 | King Kong                                       |
| 2018 | Trapa vi (Трапа ви)                             |
| 2018 | Vsiciko (Всичко)                                |
| 2019 | Zapali (Запали) (feat. Alek Sandar)             |
| 2019 | Vitrina (Витрина)                               |
| 2019 | Kintite na tati (Кинтите на тати) (feat. Galin) |
| 2019 | Izlăji me (Излъжи ме) (feat. Lidia & Dessita)   |
| 2020 | Kăde si (Къде си)                               |
| 2020 | Te kelas (Те келас)                             |
| 2020 | Prosto seks (Просто секс) (feat. Galin)         |
| 2020 | Tarikat (Тарикат) (feat. Aria)                  |
| 2020 | Bolka (Болка)                                   |
| 2020 | Liubovnița (Любовница)                          |
| 2021 | Drugata (Другата) (feat. Ivaila)                |
| 2021 | Nedovolen (Недоволен)                           |
| 2021 | Tvoite milioni (Твоите милиони)                 |
| 2021 | Amazonka (Амазонка)                             |
| 2021 | Filmarka (Филмарка)                             |